# ショップチャンネル
ショップチャンネル（SHOP CHANNEL）は、テレショップ（通販）専門チャンネルである。
国内業界最大手のジュピターショップチャンネル株式会社が運営している。

## 概要
スカパー! やスカパー!プレミアムサービス、ケーブルテレビ等を介して視聴可能。
2004年9月30日には現在のハイビジョン対応のスタジオに移動して、日本のテレビショッピング専門チャンネルでは初の24時間完全生放送を実施している。また、東経110度CSデジタル放送では、テレビショッピング専門チャンネルでは世界初となるハイビジョン放送を行っている。
2015年3月31日、スカパー！プレミアムサービスにて、標準画質は18年間で終了した。Ch.523に収約。2016年12月1日、スカパー!プレミアムサービスの衛星一般放送事業者が株式会社スカパー・ブロードキャスティングから株式会社スカパー・エンターテイメントに変更。
視聴可能な世帯数は約2,708万世帯（2011年3月末現在）で、これは日本の全てのテレビの視聴世帯数の3分の1を超える規模である。2010年度の売上高は1,115億円。競合局として、後発のQVC（QVCジャパン）などがある。
日本のテレビショッピングでは初めて、商品の買い付けから番組の制作、受注や問い合わせの窓口、配送、電子商取引を自社で一元管理するシステムを導入した。
一部の時間帯には、民放系BSデジタル放送局、および地上波（主にローカルUHF局）の民放でも同時放送が行われている。
2012年からのスローガンは「心おどる、瞬間を。」である。さらに、2014年ではイメージキャラクターとして女優の瀬戸朝香を起用。

### 事業展開など
- 直営店舗

東京・有楽町、大阪・梅田、名古屋・栄に直営店舗を展開している。
- 取り扱い商品

取り扱っている商品は、食品からジュエリー、ファッション、ビューティーメイク、ホーム、インテリア、家電等とジャンルは幅広い。キャスト自身が購入しているものもあり、反響の大きい商品は放送中に完売することも多い。全般的にアッパーミドルクラスの商品が多いが、まれに超高額商品も登場する（2007年11月8日の放送では、1155万円（税込）の商品が登場した）。逆に最も安い商品は525円（税込）で数点ある。
- 利用者層及び他社との提携

顧客の9割は女性で、視聴者層は30歳代～50歳代の主婦が中心である。このため、現在はファッションウォーカー等を運営するブランディング（旧ゼイヴェル）との提携を行い、20代の若年層へ向けた商品提案、番組制作も積極的に行っている。
- 新規ビジネスへの取り組み

2008年4月からはインターネットを利用したデザイナーズセレクトショップ『mirabella（ミラベラ）』をスタートした。
ネット通販初登場のブランドを中心に約90のブランドからセレクトされたアイテムを販売中。
- 放送禁止用語への対策

コールセンターに電話してきた購入希望者とキャストが、直接会話する様子を生放送でオンエアするのも売りの一つだが、一般人である購入希望者が放送上不適切な表現（放送問題用語）を発してしまう可能性があるため、日本国内のテレビ放送チャンネルとしては珍しく遅延送出システムにより、約7秒間のディレイを設け、放送上不適切な表現に対しピー音や音声カット等で対応できるようにしている。

## 沿革

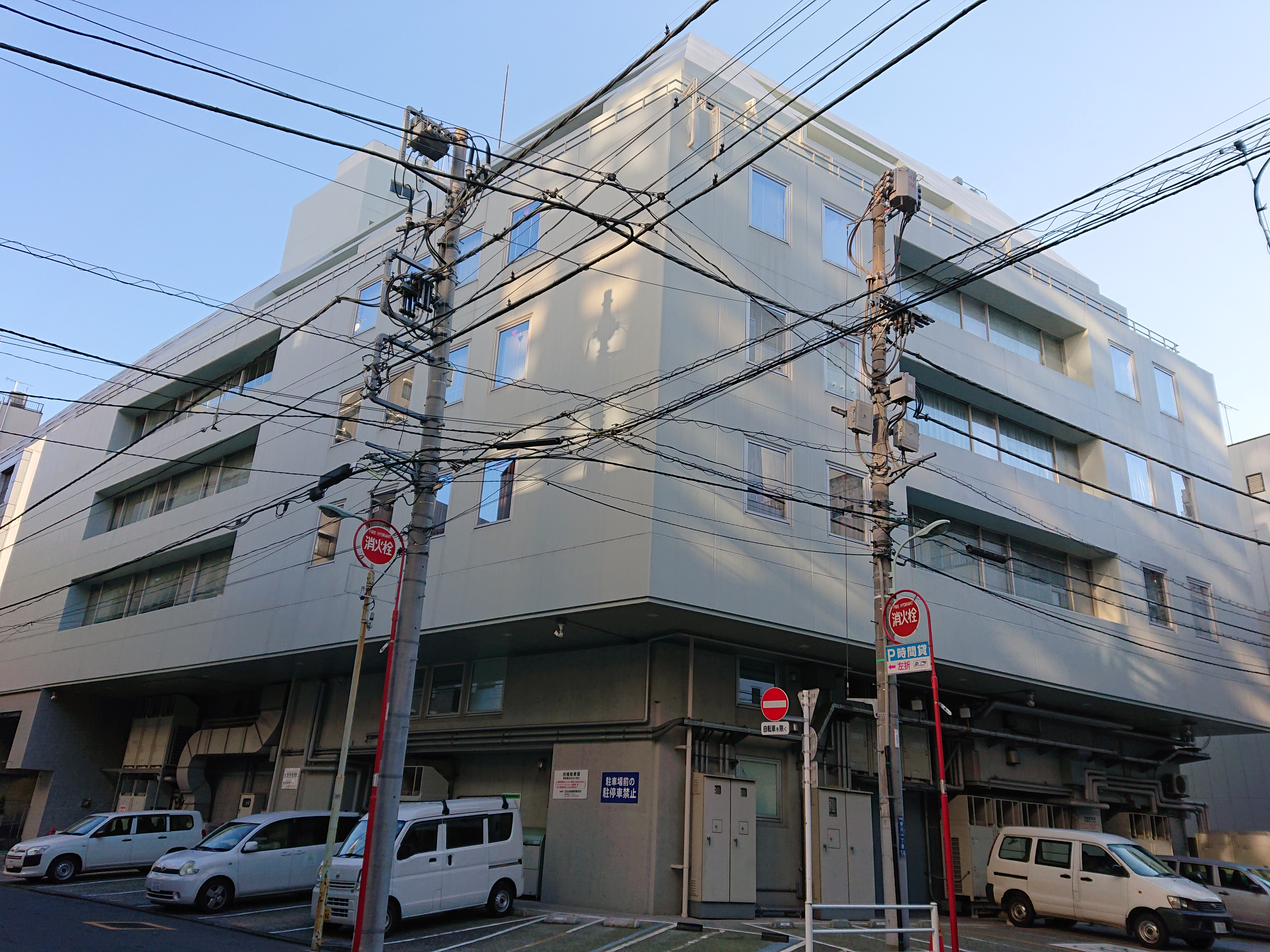
旧本社の国冠ビル

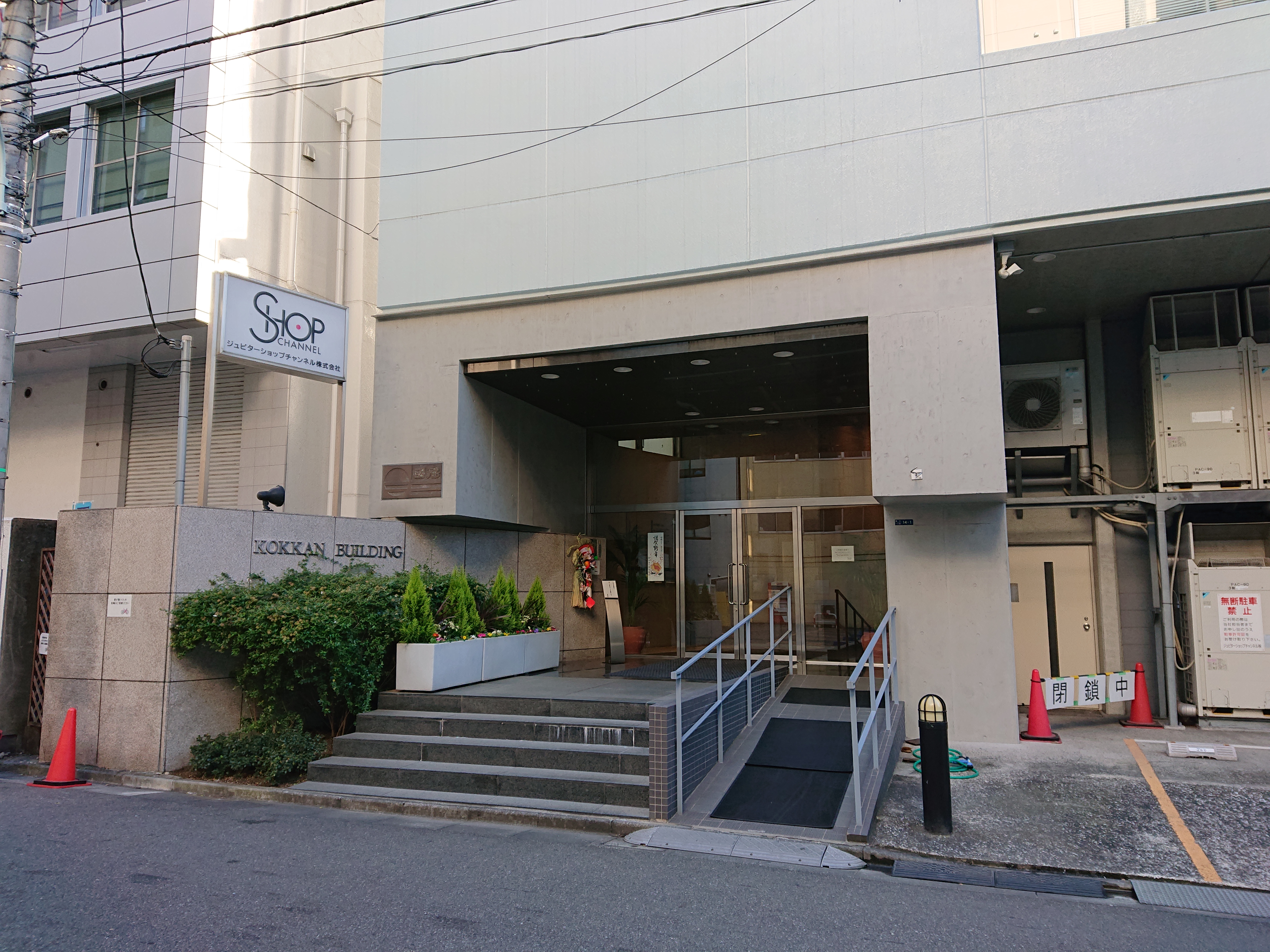
旧本社入口（国冠ビル）

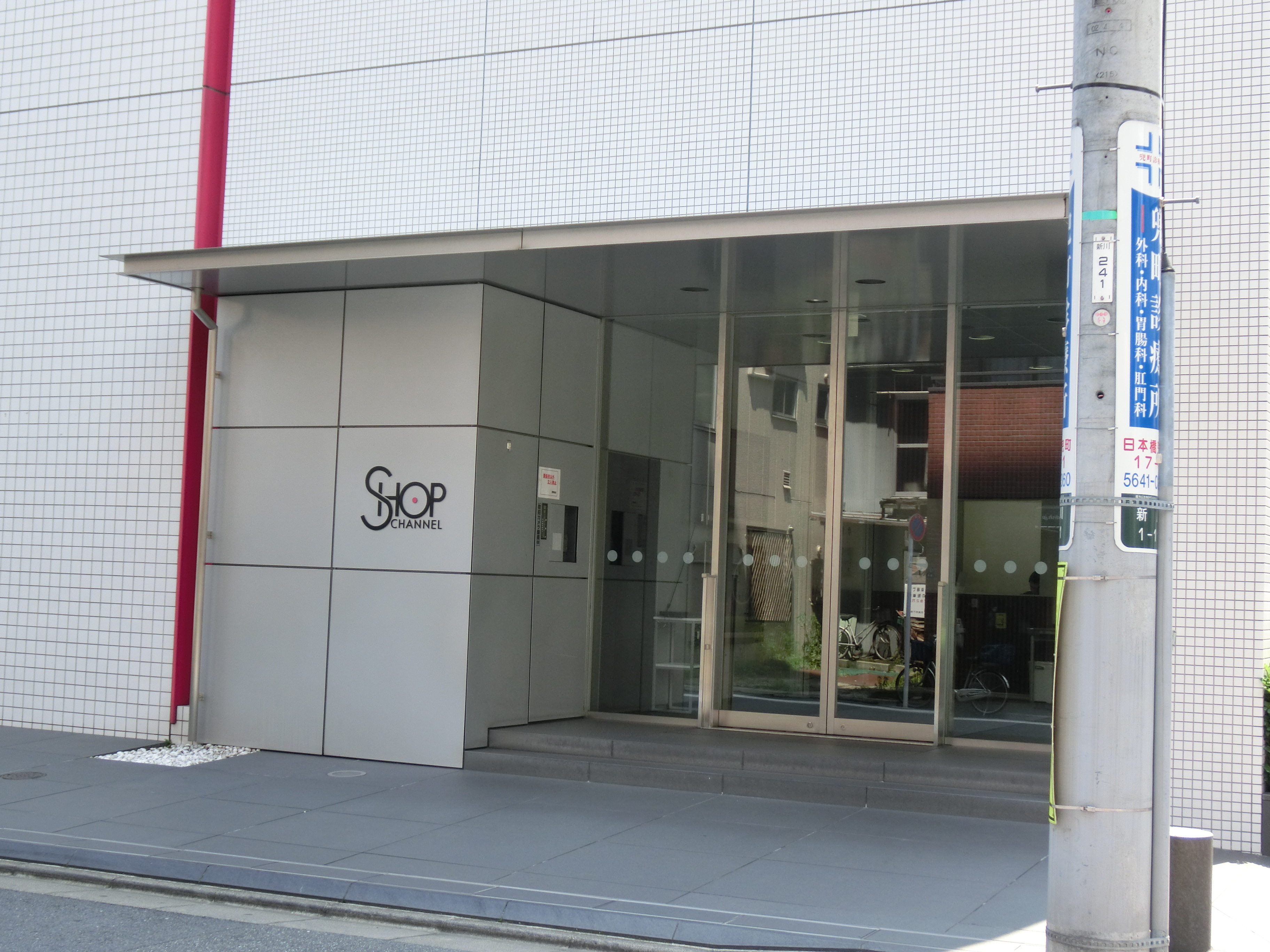
中央区新川の旧スタジオ（現在はジャパネットブロードキャスティングが入居）

1996年、住友商事とアメリカケーブルテレビ最大手のTCI（1999年AT&Tと合併、メディア部門は2001年リバティメディアとして独立）の合弁会社であるジュピタープログラミング（後のSCメディアコム）と、アメリカショッピングチャンネル大手でリバティメディアも出資するホーム・ショッピング・ネットワーク社（HSN）との合弁により設立。同年11月より放送開始。
2007年3月、ジュピターTV（旧・ジュピタープログラミング）が東経110度CS放送のCh.055でハイビジョン放送を行っていたイーピー放送を買収（同年10月1日、SCサテライト放送に社名変更）、同年4月1日午前0時からハイビジョンでの放送も開始。これに伴い、全ての番組がハイビジョンにて制作されることとなった。これを機に、スタジオ外からのハイビジョン生中継の番組も行うようになり、先ず2007年7月4日〜6日にはアメリカ・ロサンゼルスからハイビジョンでの生中継を行い、更に2008年7月からは、沖縄県を皮切りに、毎月、全国のある都道府県からハイビジョン生中継を行うことも始めた。
2007年7月、住友商事がジュピターショップチャンネル株式の70%を保有するジュピターTVを完全子会社化の上、SCメディアコムに社名変更。2008年12月には残る30%の株式をHSNの親会社であるIAC（インターアクティブ）から取得、住友商事の完全子会社となった。
2009年11月、直接の親会社であるSCメディアコムは主要事業を当社およびジェイ・ビーエス（放送送出業務）に譲渡、住友商事が直接の親会社となった。
2011年3月11日に発生した東日本大震災では、本社自体は被害を受けなかったが同日から放送休止とし、終日「しばらくお待ちください」の字幕が放送された。15日に放送再開。これを境に、字幕で地震速報や津波の情報を伝えるシステムができた。
2012年6月、親会社の住友商事は同社の発行済み株式の半数に該当する50%を、小売業界への投資を強化しているアメリカの独立系投資ファンド・ベインキャピタルグループへ売却、かねてから近年の目標としてきた同社による「ショップチャンネル」アジア展開構想を一部見直し、住商グループによる単独展開から日米共同展開に方針転換する計画であった。2015年12月、ジュピターテレコム（J:COM、現・JCOM）が翌16年3月末までにベインキャピタルからショップチャンネル株式50%を買収。
2018年12月、新4K8K衛星放送ならびにスカパー!プレミアムサービスで「ショップチャンネル 4K」が放送開始。4K画質での放送だが、新スタジオの運用開始まではHD画質からアップコンバートした映像を放送していた。
2020年3月31日、「ショップチャンネル 4K」のスカパー!プレミアムサービスでの放送が終了。BS4Kでの放送は継続。
開局25周年を迎える2021年3月、東京都江東区東陽にフル4Kの放送設備を完備した新スタジオの開設をすると共に現在分散しているオフィスを集約し一元化することを2018年12月に発表し、2021年2月28日8時から新社屋からの放送を開始した。同日よりショップチャンネル4Kでは終日ピュア4K HDRでの放送を開始。なお、カメラや映像設備は池上通信機が担当している。また、同年4月1日からは開局以来長年に渡り使用続けてきたコーポレートロゴを刷新した。
2023年11月24日、番組供給事業者であるSCサテライト放送は総務省から右旋帯域における衛星基幹放送（BS4K放送）業務の認定を受けたことを発表した。
2024年10月3日、ラジオショッピングに参入することを発表した。「ショップチャンネルラジオショッピング」のコーナー名でTBSラジオ製作の『爆笑問題の日曜サンデー』の中で同月6日から放送予定としている。
2025年3月31日、左旋帯域でのBS4K放送を終了。物理チャンネル（BS-11ch）を変更した上で、翌4月1日から右旋帯域でのBS4K放送を開始。

## 放送メディア
CSデジタル放送においては、毎日0時を基点とした24時間放送を行っている（不定期に行われるメンテナンスにより、未明・早朝帯に放送休止の場合あり）。また、広域コミュニティ放送・J:COMチャンネルのサブチャンネルでも、同一の内容で放送している。（未明・早朝帯には休止し「天気情報」などを放送している）。
新型コロナウイルス感染防止対策のための緊急事態宣言の発令を受けて、2020年4月12日から9:00-13:00、14:00-17:00のみ生放送とし、その他の時間は録画放送で構成している。当初は5月6日まで実施予定としていたが、後に5月18日まで延長した。5月19日以降は一部時間帯での録画放送は継続しつつ、徐々に生放送の時間帯を増やし、6月5日以降は最大16時間生放送を行う体制に移行した。2021年4月1日からは生放送枠を2時から6時までの4時間を除く20時間に拡大させ、2023年10月1日に24時間に拡大し、24時間生放送を再開した。
2024年8月8日から画面表示テロップをリニューアルした。
チャンネル名称は全て『ショップチャンネル』。
- 新4K8K衛星放送 - BS Ch.4K 211（4K画質放送、衛星基幹放送事業者：SCサテライト放送）
論理チャンネル枠「21x」、リモコンキーID「11」。
2018年12月1日より左旋BS放送（BS-8ch）にて4K放送『ショップチャンネル 4K』を開始[23]。
2021年2月28日より新社屋にてピュア4K HDRでの放送を開始。
2025年4月1日から右旋帯域（BS-11ch）に移動[16][24]。
- スカパー!プレミアムサービス - Ch.523（ハイビジョン放送、衛星一般放送事業者：スカパー・エンターテイメント）
Ch.220→211（衛星一般放送事業者：ジュピターサテライト放送）でも標準画質（画面比4:3レターボックス）による放送を行っていたが、2015年3月31日をもって放送終了。
Ch.597（衛星一般放送事業者：スカパー・エンターテイメント）でも4K画質による放送を行っていたが、2020年3月31日をもって放送終了。
- スカパー! - Ch.055（ハイビジョン放送、衛星基幹放送事業者：SCサテライト放送）
2007年4月1日から2007年12月31日までは、e2 by スカパー!（現・スカパー!）・Ch.177で行われていた標準画質放送（委託放送事業者：インタラクティーヴィ）のサイマル放送扱い。同チャンネルでの放送が終了した2008年1月1日0時（JST）より本放送開始。
放送開始から当チャンネルはプラットフォームに属していなかったが、2012年4月1日よりスカパー!e2のチャンネルとなった。
一般にCSデジタル放送ではコピーガードの信号が付加されているが、当チャンネルでは挿入されていない。
ノンスクランブル放送のため、2Kテレビでは視聴にB-CASカードは必要ない。
- ショップチャンネル 公式ホームページ

### 同時放送を行っている放送局
全ての放送局において、当チャンネルの番宣CMが放送されており、CMの終盤には同時放送を行っている日時が表示される（ナレーターや日時のテロップのフォントは共通）。
| 放送局                      | 放送時間 | 放送期間                      | 番組名                                                                           | 備考 |
| --------------------------- | --- | ----------------------------- | -------------------------------------------------------------------------------- | --- |
| BS日テレ                    | 土曜 0:00 - 2:00 日曜・月曜 1:00 - 2:00 金曜 23:00 - 2:00                                                                                                  | 2014年10月5日 -               | お買物エンターテイメント                                                         | 2018年12月以降、フルハイビジョン放送は未実施（16スロットのため不可） 2021年2月28日は新スタジオ移行工事に伴う放送休止のため、通常の通販番組に差し替え |
| BS朝日                      | 日・月曜 0:00 - 1:00 火曜 - 金曜 0:00 - 2:00 月曜 - 金曜 10:00 - 12:00 土曜 8:00 - 9:00 日曜 10:00 - 10:55                                                 | 2007年4月2日 -                | ショップチャンネル お買物エンターテイメント 買物エンタメ 生放送（ラテ欄）        | フルハイビジョン放送は2007年12月3日から2018年11月30日まで実施。 平日未明（・早朝）帯の放送は不定期に最大5:55まで延長放送されることがある。 2021年まで全国高校野球選手権大会中継（朝日放送テレビ制作）放送時は休止（2022年以降はBS朝日4Kで高校野球中継が放送されているため、大会期間中は2Kで通常通り放送）。 |
| BS-TBS                      | 日曜 8:00 - 8:54 | 2020年4月5日 - 2023年3月26日  | ショップチャンネル お買い物エンターテインメント                                  | |
| BSジャパン （現・BSテレ東） | 水曜 15:04 - 15:33 | 2014年12月3日 - 2015年9月30日 | お買い物エンターテインメント                                                     | 以後も2ヶ月に1回程度の頻度で不定期放送。 |
| BSフジ                      | 月曜 - 金曜 14:00 - 14:59 | 2008年4月1日 -                | ショップチャンネル お買い物エンターテインメント                                  | 2011年9月までは13:00から放送していた。 BS日テレ同様、2018年12月以降、フルハイビジョン放送は未実施（16スロットのため不可） |
| BS11                        | 月曜 - 木曜 7:00 - 10:00 水曜 - 金曜 6:00 - 10:00 月曜 - 金曜 12:00 - 13:00 月曜 - 金曜 22:00 - 23:00 土曜・日曜 2:00 - 3:00 7:00 - 8:00 土曜 9:00 - 10:00 | 2007年12月3日 -               | ショップチャンネルお買物エンタテインメント ショップチャンネル（ラテ欄）          | 2021年2月28日は新スタジオ移行工事に伴う放送休止のため、通常の通販番組に差し替え、平日未明（・深夜）帯の放送は不定期に放送されることがある。 |
| BSよしもと                  | 月曜 - 木曜 23:00 - 0:00 金曜 21:00 - 22:00 土曜・日曜 15:00 - 16:00                                                                                       | 2023年1月10日 -               | ショップチャンネル お買い物エンターテインメント                                  | |
| Dlife                       | 土曜・日曜 6:00 - 7:00 | 2012年3月18日 - 2015年3月29日 | ショップチャンネル お買物エンターテイメント                                      | フルハイビジョン放送は未実施（16スロットのため不可） リアルタイム字幕放送実施（局独自で送出） 以前は毎日 15:00 - 16:00にも放送した。 2020年3月31日をもって閉局した。 |
| TOKYO MX                    | 月曜 - 水曜 6:00 - 7:00 | 2012年1月2日 -                | ショップチャンネルお買物エンタテインメント                                       | 独自にデータ放送による天気予報をオーバーレイ |
| テレ玉                      | 月曜 - 木曜 15:00 - 16:00 | 2007年3月 - 2009年3月27日     | SHOP CHANNEL お買い物エンタテイメント 買物エンタメ 生放送（ラテ欄）              | 2007年7月までは、別の時間帯に録画放送 |
| KBS京都                     | 金曜 19:00 - 19:55 | 2013年4月5日 - 2015年3月27日  | ショップチャンネル お買い物エンターテインメント                                  | 以後も2ヶ月に1回程度の頻度で不定期放送。 |
| チバテレ                    | 水曜 20:00 - 21:00 | 2014年4月4日 - 2015年9月30日  | ショップチャンネル お買い物エンターテインメント ショップチャンネル60分（ラテ欄） | 『泣いてたまるか』（TBS）HDリマスター版放送に伴い、2015年9月で終了。 以後も2ヶ月に1回程度の頻度で不定期放送。 |
| J:COM BS                    | 月曜 - 日曜 16:00 - 18:00 | 2025年7月1日 -                | ショップチャンネル お買い物エンターテインメント                                  | |

備考
- BSデジタル放送各局

ショップチャンネルとは、フルハイビジョン規格の光ファイバー回線で結ばれている（信号は非圧縮）。2018年12月以降、BS11を除くBS2K民放局では16スロットになったため、フルハイビジョン放送は、現在実施されていない。
- BS朝日

ゴールデンタイムにスポーツ中継（サッカー・プロ野球・フィギュアスケートなど）が放送される場合、未明帯の放送時間を繰り下げることが（場合によっては短縮することも）ある。この時は飛び乗り・飛び降りする場合があり、飛び乗り時にはキャストからコメントが、飛び降り時にはBS朝日側で問い合わせ先のテロップを表示して終了する。
また夏の高校野球中継（ABC制作、決勝戦は除く）は、平日の午前と日曜日朝の放送が休止（もしくは短縮）される。雨天中止の場合は通常通り放送されるが、2007年と2008年までは雨天中止の日はなかった。
2008年1月1日から3日には、通常の放送に代えて『ショップチャンネル 新春初売りスペシャル』と題した特別編成が行われ、放送時間が拡大された。
毎月数回、1日を通し1つのジャンルに特化したスペシャルデイを設けるが、その日は0:00から5:55まで放送を拡大する場合が多い。
2008年3月31日からは平日朝の放送枠が拡大され、同年10月3日からは土曜日未明と日曜日朝、2009年4月5日からは日曜日未明にも放送枠がそれぞれ設けられるなど、開始当初に比べ大幅に放送枠が拡大している。
2008年3月3日には、ショップチャンネルのハイビジョン放送用のマスターのメンテナンスにより（CS放送055chでは、0時から7時まで放送休止）、スカパー!・ケーブルテレビ用の標準画質マスター経由での送出となり、例外的に画面比4:3の標準画質での放送となった。また、ショップチャンネル全体が放送休止の場合も同様に録画された番組が放送される。
なお、放送開始から同年4月13日までは、独自のオリジナルプログラムが放送された（録画放送、画面比4:3・標準画質）。
2014年8月22日から8月25日まではオーストラリア・ゴールドコーストで開催のパンパシ水泳ゴールドコースト2014のハイライト放送が4日連続で前日深夜から当日1時まで放送された為、0時 - 1時のショップスタースクエアーは中止となった。
- BS11

2009年1月5日からは平日朝の放送枠が拡大し、更に土曜・日曜の夕方にも放送枠が新設され（この土日の17時枠は2010年12月に7時に移行する）、BSデジタル放送ではBS朝日に次ぐ放送時間となった。
- テレビ埼玉

マルチ編成実験として、サブチャンネルの「サブ2」で放映。放送技術の仕様により、画面比4:3の標準画質放送（額縁放送）となっていた（放送時間外での番宣CMはハイビジョン放送）。

### 提供番組
イメージコマーシャルを地上波で放映されており、PCサイトやスマートフォン向けアプリ（iOS・Android向け）の紹介を行っている。
- フジテレビ系全国ネット
  - 「おじゃマップ」（2015年1月 - ）

### テレビ番組
- 日経スペシャル ガイアの夜明け 消費を眠らせるな！「～ "深夜" 市場に商機あり～ 」（2007年6月12日、テレビ東京）[25]。- 深夜に売れる商品を開発する女性バイヤーに密着。
- 日経スペシャル カンブリア宮殿 消費者熱狂第3弾 巨大！テレビ通販市場大公開（2009年10月5日、テレビ東京）[26]

## 定時番組
基本的に番組編成は、1時間単位で内容は固定されていないが、一部の枠は固定された番組（ショップチャンネルでは番組のことを「ショー」と呼んでいる）が放送されている。
- SHOP STAR VALUE（0:00〜1:00）
  - BS朝日でもサイマル放送される。ここで当日の「ショップスターバリュー」（その日限りの奉仕商品）が初紹介される。
  - 放送時間：0:00〜1:00、6:00〜7:00（土曜・日曜は7:00〜8:00）、9:00〜10:00、14:00〜15:00（不定期）、22:00〜23:00
- GO! GO! VALUE（12:00〜13:00）
  - 月〜金はBS11でもサイマル放送される。ここで当日の「ゴーゴーバリュー」（「ショップスターバリュー」の午後版、但しその日限りの奉仕とは限らない）が初紹介される。
  - 放送時間：12:00〜13:00、20:00〜21:00、23:00〜0:00（不定期）

## キャスト
キャストとは"Creative Advisor of Shopping Tour"の略で、「ショップチャンネル」の各番組司会者のこと。「ショップチャンネル」公式サイト内のキャスト達の控え室に、各キャストのプロフィールと日記が掲載されている。
従来のTV通販番組において、フリーアナウンサーやタレント、実演販売経験者などが占めていた司会者を、「ショップチャンネル」においては、俳優・ナレーターコンパニオン・DJ・宝塚OGなど多種多様の経歴を持つ個性あふれる司会者を起用することにより、個性的で新鮮、意外性のある商品紹介をもたらし、視聴者が「観て楽しい」番組作りに成功した。現在では各キャストのファンも存在するほどで、番組内でお目当てのキャストと電話で会話できたことが、「ショップチャンネルマニア」にとって、ひとつのステイタスとなっている。
商品の紹介に関しては、紹介する商品に関する簡単なプロフィールはあるものの、台本は一切無く、キャストは全てアドリブ状態で商品紹介を1時間（時には2時間）続けなくてはならない という過酷な業務故、新人キャストとして番組に登場するも、公式ホームページでプロフィールが掲載されることなく数回の登場で見かけなくなってしまうキャストもいる。
普段なら「私」等の一人称で表現しても差し支えない場面でさえ「キャスト○○」と表現するキャストが多く、担当キャストがショップチャンネル内にいる他のキャストを表現する時は「○○さん」のように敬称表現ではなく、「○○キャスト」と紹介する事になっている（勿論全く敬称で表現してはいけない訳でもない）。

### 現在のキャスト
| 男性         | 男性              | 男性 |
| ------------ | ----------------- | --- |
| 栗原啓司     | くりはら けいじ   | 2008年5月16日より担当。                                                                                   |
| 嶋田ひろし   | しまだ ひろし     | 2003年から担当。元俳優。                                                                                  |
| 三崎薫       | みさき かおる     | 2010年11月から担当。                                                                                      |
| 女性         |                   | |
| 青戸恵       | あおと めぐみ     | 2017年から担当。                                                                                          |
| 赤堀千登世   | あかほり ちとせ   | 2020年2月から担当                                                                                         |
| 浅原加奈子   | あさはら かなこ   | 2024年から担当。                                                                                          |
| 石盛けい子   | いしもり けいこ   | 2025年から担当。                                                                                          |
| 伊東かなえ   | いとう かなえ     | 1998年から担当。元テレビ信州アナウンサー。                                                                |
| 上田恵       | うえだ めぐみ     | 2024年から担当。                                                                                          |
| 大月治美     | おおつき はるみ   | 2010年11月から担当。                                                                                      |
| 小縣摩裕美   | おがた まゆみ     | 2004年から担当。                                                                                          |
| 小俣明奈     | おまた あきな     | 2015年～2020年。2021年より復帰                                                                            |
| 加古直美     | かこ なおみ       | 2004年から担当。                                                                                          |
| 北村有紗     | きたむら ありさ   | 2023年から担当。元NHK帯広放送局・福島放送局キャスター。                                                   |
| きのせひかる | きのせ ひかる     | 2024年から担当。                                                                                          |
| 木村亜由子   | きむら あゆこ     | 2017年から担当。                                                                                          |
| 喜山知恵     | きやま ちえ       | 2024年から担当。                                                                                          |
| 後藤有弥     | ごとう ゆみ       | 2016年から担当。                                                                                          |
| 近藤英恵     | こんどう はなえ   | 2010年11月から担当。元テレビ静岡アナウンサー。                                                            |
| 斉藤麻未     | さいとう あさみ   | 2008年〜2019年。2020年復帰。                                                                              |
| 佐々木ひとみ | ささき ひとみ     | 2000年から担当。                                                                                          |
| 佐藤有希     | さとう ゆき       | 2023年から担当。元秋田放送アナウンサー。                                                                  |
| 塩沼亜紀     | しおぬま あき     | 2024年から担当。                                                                                          |
| 篠田恵聖     | しのだ けいせい   | 2005年から担当。                                                                                          |
| 嶋川朋美     | しまかわ ともみ   | 2011年から担当。                                                                                          |
| 圖師凛       | ずし りん         | 2020年7月から担当。                                                                                       |
| 田井れい花   | たい れいか       | 2025年から担当。                                                                                          |
| 高津諒子     | たかつ りょうこ   | 2022年4月から担当。元NHK水戸放送局キャスター。                                                            |
| 千葉美由紀   | ちば みゆき       | 2000年〜2010年11月26日。2018年11月9日復帰。                                                               |
| 永井淑子     | ながい としこ     | 2015年から担当。                                                                                          |
| 仁平珠央     | にだいら たまお   | 2023年から担当。                                                                                          |
| 根津ゆかり   | ねづ ゆかり       | 放送開始時から担当。2008年2月から2009年2月まで産休、2009年3月13日より復帰。元新潟総合テレビアナウンサー。 |
| 長谷川香子   | はせがわ きょうこ | 2005年から担当。元宝塚女優。                                                                              |
| 北條真紀子   | ほうじょう まきこ | 2001年から担当。                                                                                          |
| 松下有美     | まつした ゆみ     | 2024年から担当。                                                                                          |
| 密本祥代     | みつもと さちよ   | 2009年3月から担当。長期の育児休暇に伴い一時期番組から遠ざかっていたが、2011年8月復帰。                    |
| 渡辺詞葉     | わたなべ ことは   | 2025年から担当。                                                                                          |

### 過去のキャスト
| 男性                       | 男性 |
| -------------------------- | --- |
| 小野裕士（出演当時は裕史） | 現在はフリーで活動中。QVCにライフスタイル・アドバイザーとしても出演。                                                                                 |
| さとう一声                 | オフィスケイアール業務委託 |
| 塩見誠一郎                 | オフィスケイアール業務委託 |
| 松田健男                   | 2009年11月2日死去。 |
| 玉徹也                     | 放送開始時から担当。2012年6月29日の放送を最後に退任。                                                                                                 |
| 女性                       | |
| 秋月麻希                   | 2005年〜2010年12月16日 |
| 猪野又紀子                 | 2003年4月〜2010年3月30日オフィスケイアール所属 現在QVCナビ                                                                                            |
| 今井結梨                   | 退職後は自身でブランドを立ち上げた後、岡田可愛製品の商品アドバイザーとしても活動。                                                                    |
| 江見真理子                 | 商品アドバイザーとしてQVCなどで活動。 |
| 金澤信葉                   | 2007年12月〜2011年12月 |
| 栗原順子                   | 2011年3月31日の放送を最後に退社。2011年5月に株式会社クリプロ設立。代表取締役に就任。                                                                  |
| 古森章斗                   | |
| 中野明子                   | |
| 嶋村聖子                   | 〜2009年11月24日。フリーアナウンサー、タレント。海外在住。                                                                                            |
| 茂木美矢子                 | |
| 川野美津子                 | 元広島県のローカルタレント。当時同じ事務所に所属していた松本裕見子と「オイスターズ」名義で、楽曲「殉愛」をリリースしたこともある。2018年3月31日退社。 |
| 羽田紋子                   | 2008年4月7日〜2010年12月30日。元宝塚女優。 |
| 見上深雪                   | 2007年12月4日より数回登場したのみ。公式ホームページにもプロフィールは掲載されなかった。                                                               |
| 山岡依子                   | |
| 西沢由紀子                 | 2008年4月4日初登場。キャストとしての担当は同年5月19日〜2010年9月30日。オフィスケイアール所属 読売テレビビートップス他通販番組出演中                   |
| 稲垣玲伊子                 | 〜2015年3月31日 |
| 増田閑                     | 〜2015年春 |
| 田畑有佳子                 | 〜2015年7月31日 |
| 山中由香                   | 〜2016年5月16日 |
| 竹江有子                   | |
| 石橋真珠                   | 現在QVCに商品アドバイザーとして出演 |
| 松本京子                   | |
| 小柳津真由美               | 現在QVCに商品アドバイザーとして出演 |
| 川村美希子                 | |
| 相本幸子                   | 現在QVCに商品アドバイザーとして出演 |
| 米倉絵美                   | 2016年。数回の出演だった。 |
| 南真世                     | |
| 鳥谷部咲子                 | 元川口オートCS放送アシスタント。 |
| 竹内真理                   | 2019年3月～2023年 福島放送 |
| 続木美香                   | 2019年、2021年～ |
| 戸室穂美                   | 2020年～2022年 |
| 内田有紗                   | 2019年から担当。元テレビ信州アナウンサー→セント・フォース所属のフリーアナウンサー                                                                     |
| 高山紫布                   | 2016年から担当。 |

### モデル
日本人モデル
- 青木ひでみ
- 麻生美由紀
- 伊東麻里子
- 岡戸麻里子
- カズエ
- 工藤久美子
- 小泉千恵
- 嵯峨可奈子
- 塩沢さやか
- 白石さくら
- 田村月子
- 名取郁奈
- 新倉恵子
- 堀ゆきこ
- マサエ
- 光宗ゆかり
- 村上香蓮
- 毛利理美
- 森島有子
- 森本真紀
- 山岸ユキ
- 渡辺葉子
- 日高薫
- 松井玲子
- 奥沢緑
- 麻野亜希
- 大月陽子

外国人モデル
- アネリ
- エカテリーナ
- オーリャ
- オルガ・A
- オルガ・K
- カミール
- コリーン
- スーザン
- スージー
- スザーナ
- ダニエラ・F
- ビリー
- マリカ
- ヤニー
- リンダ
- ロマーナ

### 広告・テレビCM
- 瀬戸朝香（2014年6月 - ）
- りりィ（2015年1月 - ）
- 椿姫 - 乾杯の歌（の替え歌、2022年10月22 - ）

## その他

### コールセンター
東京（中央区）と大阪に設置。前者は24時間展開、後者は午前8時から午後11時まで。この時間帯は西日本地区からの受注電話は基本的に大阪が対応、夜間は東京で集約。商品売買のほとんどがコールセンターを通じてなされる、まさにショップチャンネルにおける生命線だが、インターネットからの注文も可能。

### タイアップ
SUPER GT・GT300クラスに参戦しているJLOC（Car No.87）とタイアップし、2017年シーズンに「ショップチャンネル ランボルギーニ GT3」として参戦。

### 日本国外展開
ショップチャンネルの親会社である住友商事では、ショップチャンネルのフォーマットを利用した通販専門チャンネルを日本国外で展開する意向を持っており、前述のベインキャピタルへの株式売却に加え、2012年8月に、タイのセントラル・グループ及びサハグループとの間で通販チャンネルの運営会社を設立することで合意。2013年11月9日より、PSI62チャンネルで放送開始。